# Dorchester (Nebraska)
Dorchester est un village du comté de Saline, dans l'État du Nebraska, aux États-Unis. En 2020, il comptait une population de 596 habitants.